# 雅梅里库尔
雅梅里库尔（法語：Jaméricourt，法語發音：[ʒameʁikuʁ]）是法国瓦兹省的一个市镇，属于博韦区。

## 地理
雅梅里库尔（49°18'14"N, 1°52'47"E）面积4.25 平方千米，位于法国上法蘭西大區瓦兹省，该省份为法国北部内陆省份，北起索姆省，西接厄尔省和滨海塞纳省，南至塞纳-马恩省和瓦兹河谷省，东临埃纳省。
与雅梅里库尔接壤的市镇（或旧市镇、城区）包括：布唐库尔、韦克桑地区肖蒙、埃南库尔莱阿日、蒂比维莱尔、特里城。

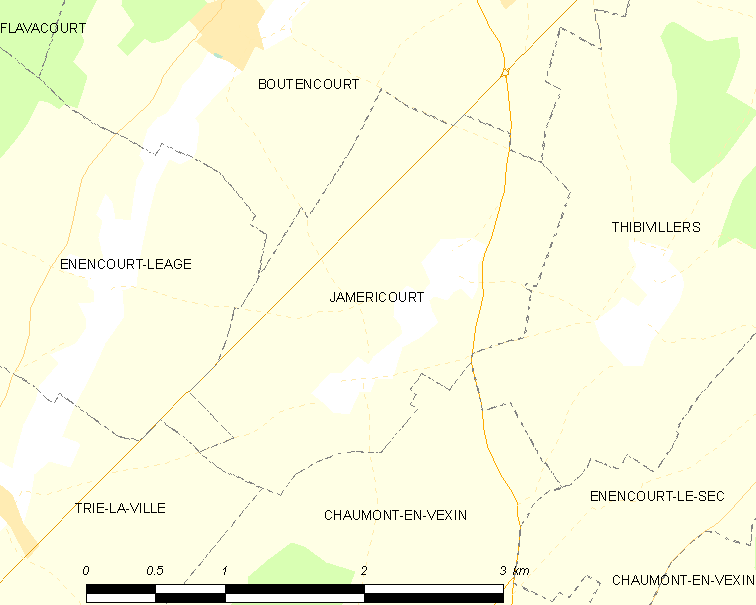
雅梅里库尔的OSM定位图

雅梅里库尔的时区为UTC+01:00、UTC+02:00（夏令时）。

## 行政
雅梅里库尔的邮政编码为60240，INSEE市镇编码为60322。

## 政治
雅梅里库尔所属的省级选区为韦克桑地区肖蒙县。

## 人口

1962-2008年间雅梅里库尔人口变化图示

雅梅里库尔于2022年1月1日时的人口数量为309人。